# SN 2006hx
SN 2006hx – supernowa typu Ia odkryta 28 września 2006 roku w galaktyce A011357+0022. W momencie odkrycia miała maksymalną jasność 21,20m.